# Vivaan Shah
Vivaan Shah (né le 11 janvier 1990) est un acteur indien qui apparaît dans des films hindi. Il a fait ses débuts au cinéma avec Saat Khoon Maaf (2011) dans le rôle d'Arun Kumar. Par la suite, il a signé un contrat de trois films avec le réalisateur Vishal Bhardwaj. En 2014, il obtient un rôle dans le film Happy New Year de Farah Khan.

## Vie personnelle
Shah est le plus jeune fils des acteurs Naseeruddin Shah et Ratna Pathak. Il est le neveu du lieutenant général Zameer Uddin Shah, ancien vice-chancelier de l'Université musulmane d'Aligarh. Il est le frère d' Imaad Shah et sa demi-sœur paternelle est Heeba Shah.
Shah est diplômé de la Doon School en 2009. Après avoir terminé ses études, il a postulé au St. Stephen's College de l'Université de Delhi, mais a raté d'un seul point l'obtention de sa licence d'histoire. Mécontent de se contenter de poursuivre un BA avec mention, il est retourné à Mumbai après sa première année d'université et a étudié au Jai Hind College.

## Filmographie

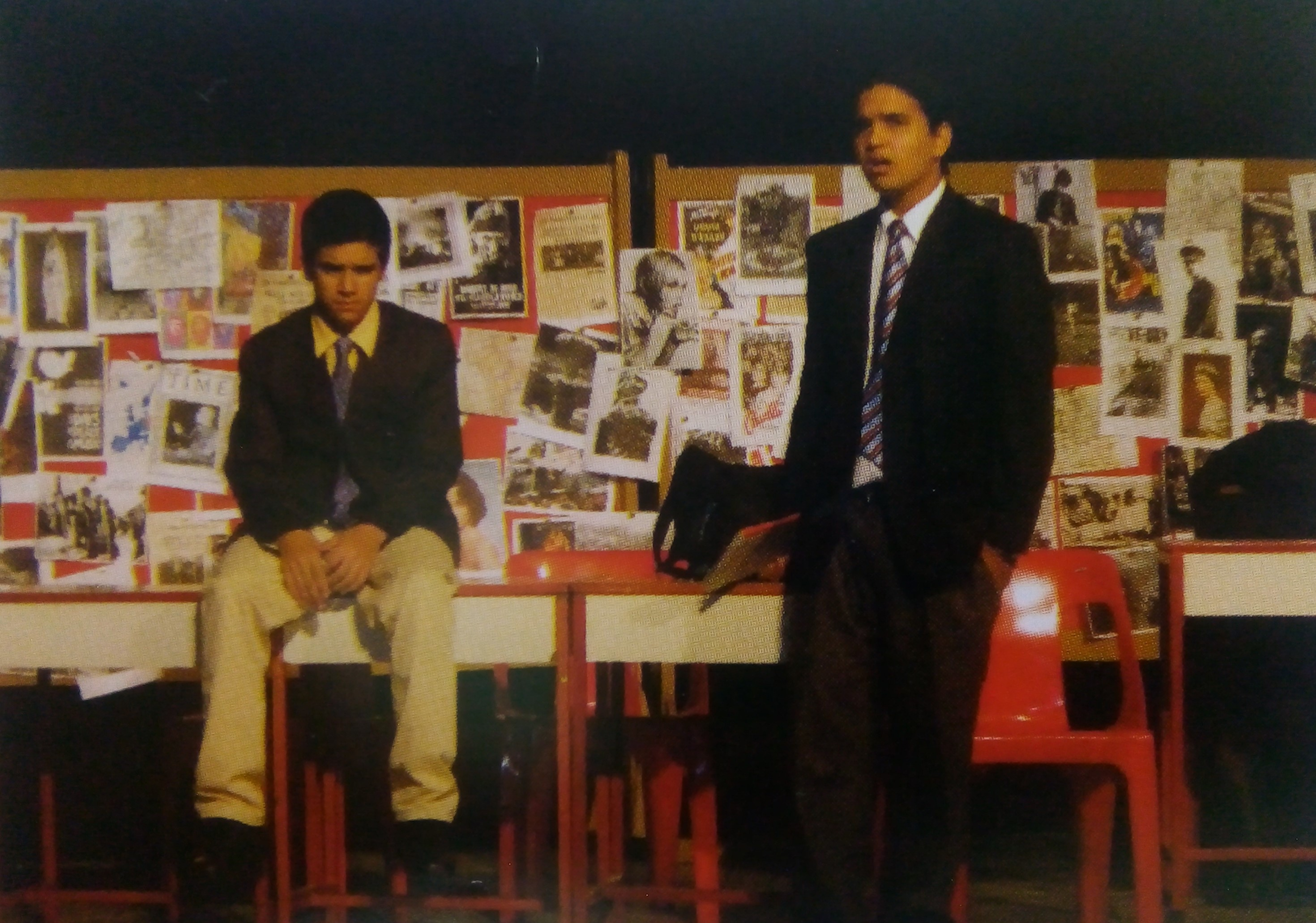
Shah jouant Irwin dans la production de 2007 de The History Boys d'Alan Bennett à la Doon School, Dehradun.

### Films
| Année        | Titre                                | Rôle          | Remarques |
| ------------ | ------------------------------------ | ------------- | --------- |
| 2011         | 7 Khoon Maaf                         | Dr Arun Kumar |           |
| 2014         | Happy New Year                       | Rohan         |           |
| 2015         | Bombay Velvet                        | Tony          |           |
| 2017         | Laali Ki Shaadi Mein Laaddoo Deewana | Laaddoo       |           |
| 2020         | Kabaad The Coin                      | Bandhan       |           |
| 2020         | Ae Kaash Ke Hum                      | Aayush        |           |
| 2023         | Manteau                              | Madho Ram     |           |
| À déterminer | Stranger Group                       | À déterminer  | Tournage  |

### Télévision
| Année | Titre          | Rôle           | Remarques          |
| ----- | -------------- | -------------- | ------------------ |
| 2020  | A Suitable Boy | Varun Mehra    | BBC One et Netflix |
| 2023  | Charlie Chopra | Jimmy Nautiyal | SonyLIV            |